# AfroBasket 2017
El AfroBasket 2017 fue la edición XXIX del torneo continental más importante de baloncesto en África. Por primera vez, y debido a los cambios implementados en FIBA, el campeonato no otorgó calificación a los torneos más importantes: Juegos Olímpicos y Copa Mundial de Baloncesto.

## Sede
El 30 de junio de 2017, FIBA África confirmó que Túnez y Senegal serían los anfitriones del FIBA AfroBasket de 2017.

### Pabellón
El torneo fue disputado en Túnez y en Dakar, en Túnez y Senegal, respectivamente.
| Túnez Dakar                     |
| Túnez                           |
| Pabellón Polideportivo de Radés |
| Capacidad: 17 000               |
|                                 |
| Dakar                           |
| Marius Ndiaye Stadium           |
| Capacidad: 5 000                |
|                                 |

## Equipos clasificados
| Evento                                      | Fecha                                         | Sede          | Cupos | Calificados                             |
| ------------------------------------------- | --------------------------------------------- | ------------- | ----- | --------------------------------------- |
| Campeón vigente                             |                                               | Tunisia       | 1     | Nigeria                                 |
| Zona 1                                      | 16-18 de marzo de 2017 24-26 de marzo de 2017 | Argel Tunisia | 2     | Túnez Marruecos                         |
| Zona 2                                      | 17-19 de marzo de 2017 24-26 de marzo de 2017 | Bamako Dakar  | 2     | Senegal Malí                            |
| Zona 3                                      | 16-18 de marzo de 2017 24-26 de marzo de 2017 | Cotonú Abiyán | 1     | Costa de Marfil                         |
| Zona 4                                      | 25-30 de marzo de 2017 19-20 de marzo de 2017 | Yaundé Bangui | 2     | Camerún República Democrática del Congo |
| Zona 5                                      | 12-18 de marzo de 2017                        | El Cairo      | 2     | Uganda Egipto                           |
| Zonas 6 y 7                                 | 25-30 de marzo de 2017 19-25 de marzo de 2017 | Lusaka Harare | 2     | Angola Mozambique Sudáfrica             |
| Invitaciones para AfroBasket 2017           | 18 de abril de 2017                           |               | 2     | Ruanda Guinea                           |
| Torneo de calificación para AfroBasket 2017 | 19-21 de mayo de 2017                         | Bamako        | 1     | República Centroafricana                |
| Total                                       |                                               |               | 16    |                                         |

## Formato de competición
Los dieciséis equipos participantes se dividen en cuatro grupos, donde los dos primeros de cada grupo pasan a  Cuartos de final y los otros quedan eliminados.

## Sorteo
El sorteo de los grupos fue realizado el 16 de julio de 2017 en Mauricio.
| Grupo A                         | Grupo B                  | Grupo C   | Grupo D     |
| ------------------------------- | ------------------------ | --------- | ----------- |
| Costa de Marfil                 | Angola                   | Camerún   | Egipto      |
| Malí                            | República Centroafricana | Guinea    | Mozambique  |
| Nigeria                         | Marruecos                | Ruanda    | Senegal (H) |
| República Democrática del Congo | Uganda                   | Túnez (H) | Sudáfrica   |

## Ronda preliminar

### Grupo A
| Pos. | Equipo          | PJ | G | P | GF  | GC  | DG  | Pts | Clasificación    |
| ---- | --------------- | -- | - | - | --- | --- | --- | --- | ---------------- |
| 1    | Nigeria         | 3  | 2 | 1 | 245 | 227 | +18 | 5   | Cuartos de final |
| 2    | R.D. del Congo  | 3  | 2 | 1 | 246 | 224 | +22 | 5   | Cuartos de final |
| 3    | Malí            | 3  | 2 | 1 | 246 | 235 | +11 | 5   |                  |
| 4    | Costa de Marfil | 3  | 0 | 3 | 200 | 251 | −51 | 3   |                  |

 Fuente: FIBA
Criterios de clasificación: 1) Puntos; 2) Resultados entre sí; 3) Diferencia de puntos; 4) Puntos a favor.
Notas:
1. 1 2 3  Desempate: Nigeria 3 Pts, +17; DR Congo 3 Pts, +1; Mali 3 Pts, –18

| 8 de septiembre, 12:00 | R.D. del Congo                                               | 82–87                | Malí                                      |                                           |  |
|                        | Parciales: 9–15, 14–19, 19–15, 29–22 (T.E.: 11–16)           |                      |                                           |                                           |  |
|                        | Estadísticas Kabasele 25 Kabasele, Shonganya 8 3 jugadores 4 | Reporte Pts Reb Asts | Estadísticas 22 Kanté 8 Sidibe 4 Moungoro | Pabellón: Salle Omnisport de Rades, Radès |  |

| 8 de septiembre, 20:30 | Nigeria                                           | 78–77                | Costa de Marfil                                          |                                           |  |
|                        | Parciales: 17–11, 25–22, 11–17, 25–27             |                      |                                                          |                                           |  |
|                        | Estadísticas Diogu 31 Akindele, Diogu 8 Iroegbu 7 | Reporte Pts Reb Asts | Estadísticas 12 Koné, Tapé 8 Bamba, Koné 4 Diabate, Toti | Pabellón: Salle Omnisport de Rades, Radès |  |

| 9 de septiembre, 15:30 | Costa de Marfil                           | 60–81                | R.D. del Congo                                       |                                           |  |
|                        | Parciales: 10–18, 21–15, 16–26, 13–22     |                      |                                                      |                                           |  |
|                        | Estadísticas Tapé 19 Bamba, Hima 7 Toti 5 | Reporte Pts Reb Asts | Estadísticas 16 Kabongo 8 Kabongo, Mohamed 5 Kabongo | Pabellón: Salle Omnisport de Rades, Radès |  |

| 9 de septiembre, 20:30 | Malí                                    | 67–90                | Nigeria                                              |                                           |  |
|                        | Parciales: 16–20, 17–19, 18–27, 16–24   |                      |                                                      |                                           |  |
|                        | Estadísticas Djambo 24 Sidibe 9 Drame 4 | Reporte Pts Reb Asts | Estadísticas 22 Nwamu 10 Akindele 5 Iroegbu, Mbamalu | Pabellón: Salle Omnisport de Rades, Radès |  |

| 10 de septiembre, 15:30 | Nigeria                                     | 77–83                | R.D. del Congo                                 |                                           |  |
|                         | Parciales: 20–19, 17–15, 18–18, 22–31       |                      |                                                |                                           |  |
|                         | Estadísticas Diogu 21 Akindele 11 Iroegbu 7 | Reporte Pts Reb Asts | Estadísticas 20 Shonganya 8 Kabasele 8 Kabongo | Pabellón: Salle Omnisport de Rades, Radès |  |

| 10 de septiembre, 20:30 | Malí                                   | 92–63                | Costa de Marfil                     |                                           |  |
|                         | Parciales: 30–12, 21–16, 26–21, 15–14  |                      |                                     |                                           |  |
|                         | Estadísticas Drame 21 Sidibe 8 Kanté 3 | Reporte Pts Reb Asts | Estadísticas 13 Bamba 8 Koné 5 Toti | Pabellón: Salle Omnisport de Rades, Radès |  |

### Grupo B
| Pos. | Equipo                   | PJ | G | P | GF  | GC  | DG  | Pts | Clasificación    |
| ---- | ------------------------ | -- | - | - | --- | --- | --- | --- | ---------------- |
| 1    | Marruecos                | 3  | 3 | 0 | 215 | 189 | +26 | 6   | Cuartos de final |
| 2    | Angola                   | 3  | 2 | 1 | 213 | 191 | +22 | 5   | Cuartos de final |
| 3    | República Centroafricana | 3  | 1 | 2 | 165 | 196 | −31 | 4   |                  |
| 4    | Uganda                   | 3  | 0 | 3 | 213 | 230 | −17 | 3   |                  |

 Fuente: FIBA
Criterios de clasificación: 1) Puntos; 2) Resultados entre sí; 3) Diferencia de puntos; 4) Puntos a favor.
| 8 de septiembre, 15:00 | República Centroafricana                            | 66–76                | Marruecos                                  |                                        |  |
|                        | Parciales: 18–14, 15–16, 12–24, 21–22               |                      |                                            |                                        |  |
|                        | Estadísticas Kouguere 12 Djimrabaye 7 3 jugadores 1 | Reporte Pts Reb Asts | Estadísticas 15 Wilkins 6 Najah 4 Lahrichi | Pabellón: Marius Ndiaye Stadium, Dakar |  |

| 8 de septiembre, 21:00 | Angola                                             | 94–89                | Uganda                                 |                                        |  |
|                        | Parciales: 10–22, 19–22, 27–19, 28–21 (T.E.: 10–5) |                      |                                        |                                        |  |
|                        | Estadísticas Morais 21 Moreira 7 Costa, Mingas 3   | Reporte Pts Reb Asts | Estadísticas 23 Opong 9 Pegues 6 Enabu | Pabellón: Marius Ndiaye Stadium, Dakar |  |

| 9 de septiembre, 16:00 | Uganda                                  | 54–57                | República Centroafricana                                 |                                        |  |
|                        | Parciales: 12–18, 16–12, 13–11, 13–16   |                      |                                                          |                                        |  |
|                        | Estadísticas Opong 13 Kiviiri 4 Enabu 2 | Reporte Pts Reb Asts | Estadísticas 8 Grebongo 5 Grebongo, Kouguere 2 Kossangue | Pabellón: Marius Ndiaye Stadium, Dakar |  |

| 9 de septiembre, 21:00 | Marruecos                                                  | 60–53                | Angola                                               |                                        |  |
|                        | Parciales: 8–10, 17–12, 15–16, 20–15                       |                      |                                                      |                                        |  |
|                        | Estadísticas Najah 18 El Makssoud 9 El Makssoud, Wilkins 2 | Reporte Pts Reb Asts | Estadísticas 13 Moore 7 Cipriano 2 Conceição, Morais | Pabellón: Marius Ndiaye Stadium, Dakar |  |

| 10 de septiembre, 15:30 | Marruecos                                              | 79–70                | Uganda                                               |                                        |  |
|                         | Parciales: 22–21, 11–15, 20–16, 26–18                  |                      |                                                      |                                        |  |
|                         | Estadísticas Choua, Lahrichi 15 3 jugadores 4 Khalfi 5 | Reporte Pts Reb Asts | Estadísticas 11 Ocitti, Pegues 7 Opong 3 3 jugadores | Pabellón: Marius Ndiaye Stadium, Dakar |  |

| 10 de septiembre, 20:30 | Angola                                              | 66–44                | República Centroafricana                          |                                        |  |
|                         | Parciales: 16–16, 18–4, 17–12, 15–12                |                      |                                                   |                                        |  |
|                         | Estadísticas Morais 17 Mingas 9 Conceição, Morais 2 | Reporte Pts Reb Asts | Estadísticas 14 Kouguere 6 Djimrabaye 2 Kossangue | Pabellón: Marius Ndiaye Stadium, Dakar |  |

### Grupo C
| Pos. | Equipo    | PJ | G | P | GF  | GC  | DG  | Pts | Clasificación    |
| ---- | --------- | -- | - | - | --- | --- | --- | --- | ---------------- |
| 1    | Túnez (H) | 3  | 3 | 0 | 210 | 170 | +40 | 6   | Cuartos de final |
| 2    | Camerún   | 3  | 2 | 1 | 228 | 199 | +29 | 5   | Cuartos de final |
| 3    | Ruanda    | 3  | 1 | 2 | 212 | 214 | −2  | 4   |                  |
| 4    | Guinea    | 3  | 0 | 3 | 168 | 235 | −67 | 3   |                  |

 Fuente: FIBA
Criterios de clasificación: 1) Puntos; 2) Resultados entre sí; 3) Diferencia de puntos; 4) Puntos a favor.
| 8 de septiembre, 14:30 | Guinea                                          | 55–75                | Ruanda                                           |                                           |  |
|                        | Parciales: 11–7, 13–16, 17–20, 14–21            |                      |                                                  |                                           |  |
|                        | Estadísticas Mansare 18 Mansare 8 Mansare, Sy 3 | Reporte Pts Reb Asts | Estadísticas 20 Kabangu 10 Ruhezamihigo 4 Gasana | Pabellón: Salle Omnisport de Rades, Radès |  |

| 8 de septiembre, 18:00 | Túnez                                                     | 68–51                | Camerún                               |                                           |  |
|                        | Parciales: 12–20, 16–11, 13–10, 27–10                     |                      |                                       |                                           |  |
|                        | Estadísticas Chennoufi 16 Ben Romdhane 13 Abada, Knioua 2 | Reporte Pts Reb Asts | Estadísticas 15 Mbala 9 Adala 3 Njoya | Pabellón: Salle Omnisport de Rades, Radès |  |

| 9 de septiembre, 13:00 | Camerún                                       | 96–54                | Guinea                                            |                                           |  |
|                        | Parciales: 28–15, 23–11, 24–11, 21–17         |                      |                                                   |                                           |  |
|                        | Estadísticas Mbala 24 Mbala 6 Adala, Bogmis 4 | Reporte Pts Reb Asts | Estadísticas 15 D. Condé 9 D. Condé 1 3 jugadores | Pabellón: Salle Omnisport de Rades, Radès |  |

| 9 de septiembre, 18:00 | Ruanda                                         | 60–78                | Túnez                                                     |                                           |  |
|                        | Parciales: 12–18, 13–12, 19–22, 16–26          |                      |                                                           |                                           |  |
|                        | Estadísticas Shyaka 17 Gasana 7 Ruhezamihigo 3 | Reporte Pts Reb Asts | Estadísticas 20 M. Hadidane 13 Ben Romdhane 4 4 jugadores | Pabellón: Salle Omnisport de Rades, Radès |  |

| 10 de septiembre, 13:00 | Ruanda                                  | 77–81                | Camerún                                |                                           |  |
|                         | Parciales: 22–18, 14–23, 17–16, 24–24   |                      |                                        |                                           |  |
|                         | Estadísticas Gasana 18 Manzi 7 Gasana 7 | Reporte Pts Reb Asts | Estadísticas 17 Adala 15 Mbala 4 Njoya | Pabellón: Salle Omnisport de Rades, Radès |  |

| 10 de septiembre, 18:00 | Túnez                                                     | 64–59                | Guinea                                           |                                           |  |
|                         | Parciales: 16–19, 17–16, 19–9, 12–15                      |                      |                                                  |                                           |  |
|                         | Estadísticas Ben Romdhane 12 Ben Romdhane 6 3 jugadores 3 | Reporte Pts Reb Asts | Estadísticas 14 D. Condé 5 3 jugadores 4 Mansare | Pabellón: Salle Omnisport de Rades, Radès |  |

### Grupo D
| Pos. | Equipo      | PJ | G | P | GF  | GC  | DG   | Pts | Clasificación    |
| ---- | ----------- | -- | - | - | --- | --- | ---- | --- | ---------------- |
| 1    | Senegal (H) | 3  | 3 | 0 | 250 | 145 | +105 | 6   | Cuartos de final |
| 2    | Egipto      | 3  | 2 | 1 | 197 | 185 | +12  | 5   | Cuartos de final |
| 3    | Mozambique  | 3  | 1 | 2 | 163 | 216 | −53  | 4   |                  |
| 4    | Sudáfrica   | 3  | 0 | 3 | 156 | 220 | −64  | 3   |                  |

 Fuente: FIBA
Criterios de clasificación: 1) Puntos; 2) Resultados entre sí; 3) Diferencia de puntos; 4) Puntos a favor.
| 8 de septiembre, 11:30 | Mozambique                                     | 47–75                | Egipto                                |                                        |  |
|                        | Parciales: 14–16, 8–17, 10–18, 15–24           |                      |                                       |                                        |  |
|                        | Estadísticas Ubisse 9 Muchate 13 3 jugadores 2 | Reporte Pts Reb Asts | Estadísticas 14 Kamal 8 Kamal 5 Gendy | Pabellón: Marius Ndiaye Stadium, Dakar |  |

| 8 de septiembre, 18:30 | Senegal                                     | 83–44                | Sudáfrica                                        |                                        |  |
|                        | Parciales: 18–12, 24–6, 25–17, 16–9         |                      |                                                  |                                        |  |
|                        | Estadísticas Dieng 16 4 jugadores 5 Niang 9 | Reporte Pts Reb Asts | Estadísticas 11 Prinsloo 9 Gabriel 1 5 jugadores | Pabellón: Marius Ndiaye Stadium, Dakar |  |

| 9 de septiembre, 13:30 | Sudáfrica                                     | 61–67                | Mozambique                                                       |                                        |  |
|                        | Parciales: 16–19, 13–15, 14–12, 18–21         |                      |                                                                  |                                        |  |
|                        | Estadísticas Prinsloo 15 Mothiba 9 Prinsloo 3 | Reporte Pts Reb Asts | Estadísticas 13 Ubisse 6 Canivete, Magoliço 4 Canivete, Chimonzo | Pabellón: Marius Ndiaye Stadium, Dakar |  |

| 9 de septiembre, 18:30 | Egipto                                                     | 52–87                | Senegal                                             |                                        |  |
|                        | Parciales: 14–28, 6–19, 15–19, 17–21                       |                      |                                                     |                                        |  |
|                        | Estadísticas Bakr, El-Gammal 8 Bakr, Mohamed 4 El-Gammal 4 | Reporte Pts Reb Asts | Estadísticas 14 Dieng, Mboji 7 Dieng 3 Faye, Hannah | Pabellón: Marius Ndiaye Stadium, Dakar |  |

| 10 de septiembre, 13:00 | Egipto                                 | 70–51                | Sudáfrica                                               |                                        |  |
|                         | Parciales: 14–2, 12–12, 22–19, 22–18   |                      |                                                         |                                        |  |
|                         | Estadísticas Gendy 13 Gendy 6 Gunady 4 | Reporte Pts Reb Asts | Estadísticas 11 Prinsloo 6 3 jugadores 3 Ngobeni, Tholo | Pabellón: Marius Ndiaye Stadium, Dakar |  |

| 10 de septiembre, 18:00 | Senegal                                              | 80–49                | Mozambique                              |                                        |  |
|                         | Parciales: 19–12, 19–6, 12–17, 30–14                 |                      |                                         |                                        |  |
|                         | Estadísticas Dieng, Thiam 14 Mbodj, Ndoye 8 Hannah 6 | Reporte Pts Reb Asts | Estadísticas 9 Ubisse 6 Ubisse 5 Novela | Pabellón: Marius Ndiaye Stadium, Dakar |  |

## Ronda final

### Cuadro
|  | Cuartos de final | Cuartos de final |                  |    | Semifinales | Semifinales |  |  | Final | Final |
|  |                  |                  |                  |    |             |             |  |  |       |       |
|  | 14 de septiembre |                  |                  |    |             |             |  |  |       |       |
|  |                  |                  |                  |    |             |             |  |  |       |       |
|  | Nigeria          | 106              |                  |    |             |             |  |  |       |       |
|  | Nigeria          | 106              | 15 de septiembre |    |             |             |  |  |       |       |
|  | Camerún          | 91               |                  |    |             |             |  |  |       |       |
|  | Camerún          | 91               | Nigeria          | 76 |             |             |  |  |       |       |
|  | 14 de septiembre |                  | Nigeria          | 76 |             |             |  |  |       |       |
|  |                  | Senegal          | 71               |    |             |             |  |  |       |       |
|  | Senegal          | Senegal          | 71               | 66 |             |             |  |  |       |       |
|  | Senegal          |                  | 16 de septiembre | 66 |             |             |  |  |       |       |
|  | Angola           | 57               |                  |    |             |             |  |  |       |       |
|  | Angola           | 57               | Nigeria          | 65 |             |             |  |  |       |       |
|  | 14 de septiembre |                  | Nigeria          | 65 |             |             |  |  |       |       |
|  |                  | Túnez            | 77               |    |             |             |  |  |       |       |
|  | Marruecos        | Túnez            | 77               | 66 |             |             |  |  |       |       |
|  | Marruecos        | 15 de septiembre |                  | 66 |             |             |  |  |       |       |
|  | Egipto           | 62               |                  |    |             |             |  |  |       |       |
|  | Egipto           | 62               | Marruecos        | 52 |             |             |  |  |       |       |
|  | 14 de septiembre |                  | Marruecos        | 52 |             |             |  |  |       |       |
|  |                  | Túnez            | 60               |    | 3er lugar   | 3er lugar   |  |  |       |       |
|  | Túnez            | Túnez            | 60               | 81 | 3er lugar   | 3er lugar   |  |  |       |       |
|  | Túnez            |                  | 16 de septiembre | 81 |             |             |  |  |       |       |
|  | R.D. del Congo   | 60               |                  |    |             |             |  |  |       |       |
|  | R.D. del Congo   | 60               | Senegal          | 73 |             |             |  |  |       |       |
|  |                  |                  |                  |    |             |             |  |  |       |       |
|  | Marruecos        | 62               |                  |    |             |             |  |  |       |       |
|  | Marruecos        | 62               |                  |    |             |             |  |  |       |       |

### Cuartos de final
| 14 de septiembre, 13:00 | Marruecos                                              | 66–62                | Egipto                                     |                                           |  |
|                         | Parciales: 13–16, 22–16, 16–18, 15–12                  |                      |                                            |                                           |  |
|                         | Estadísticas El Masbahi 17 Choua 15 Khalfi, Lahrichi 3 | Reporte Pts Reb Asts | Estadísticas 22 El-Gammal 7 Gendy 5 Gunady | Pabellón: Salle Omnisport de Rades, Radès |  |

| 14 de septiembre, 15:30 | Nigeria                                          | 106–91               | Camerún                                         |                                           |  |
|                         | Parciales: 25–18, 27–25, 23–27, 31–21            |                      |                                                 |                                           |  |
|                         | Estadísticas Diogu 28 Ochefu 10 Iroegbu, Nwamu 7 | Reporte Pts Reb Asts | Estadísticas 32 Mbala 10 Mbala 3 Njoya, Songolo | Pabellón: Salle Omnisport de Rades, Radès |  |

| 14 de septiembre, 18:00 | Túnez                                                     | 81–60                | R.D. del Congo                                  |                                           |  |
|                         | Parciales: 18–18, 17–15, 27–12, 19–15                     |                      |                                                 |                                           |  |
|                         | Estadísticas Ben Romdhane 22 Ben Romdhane 14 El Mabrouk 6 | Reporte Pts Reb Asts | Estadísticas 19 Shonganya 9 Shonganya 3 Buzangu | Pabellón: Salle Omnisport de Rades, Radès |  |

| 14 de septiembre, 20:30 | Senegal                                | 66–57                | Angola                                    |                                           |  |
|                         | Parciales: 19–16, 15–21, 17–8, 15–12   |                      |                                           |                                           |  |
|                         | Estadísticas Adams 11 Dieng 8 Hannah 5 | Reporte Pts Reb Asts | Estadísticas 17 Paulo 6 Moreira 4 Moreira | Pabellón: Salle Omnisport de Rades, Radès |  |

### Semifinales
| 15 de septiembre, 18:00 | Marruecos                                   | 52–60                | Túnez                                              |                                           |  |
|                         | Parciales: 9–18, 18–12, 17–17, 8–13         |                      |                                                    |                                           |  |
|                         | Estadísticas Najah 12 Najah 9 4 jugadores 2 | Reporte Pts Reb Asts | Estadísticas 22 M. Hadidane 8 Ben Romdhane 5 Abada | Pabellón: Salle Omnisport de Rades, Radès |  |

| 15 de septiembre, 20:30 | Nigeria                                    | 76–71                | Senegal                                      |                                           |  |
|                         | Parciales: 15–12, 19–17, 18–16, 24–26      |                      |                                              |                                           |  |
|                         | Estadísticas Mbamalu 19 Diogu 14 Iroegbu 2 | Reporte Pts Reb Asts | Estadísticas 14 Dieng, Ndour 9 Dieng 5 Niang | Pabellón: Salle Omnisport de Rades, Radès |  |

### 3er puesto
| 16 de septiembre, 15:30 | Senegal                                | 73–62                | Marruecos                                   |                                           |  |
|                         | Parciales: 10–18, 21–15, 23–15, 19–14  |                      |                                             |                                           |  |
|                         | Estadísticas Faye 22 Dieng 10 Hannah 5 | Reporte Pts Reb Asts | Estadísticas 17 Najah 7 Choua 2 4 jugadores | Pabellón: Salle Omnisport de Rades, Radès |  |

### Final
| 16 de septiembre, 18:00 | Nigeria                                  | 65–77                | Túnez                                                 |                                           |  |
|                         | Parciales: 14–8, 10–17, 16–27, 25–25     |                      |                                                       |                                           |  |
|                         | Estadísticas Diogu 20 Diogu 10 Iroegbu 2 | Reporte Pts Reb Asts | Estadísticas 19 Chennoufi 9 Ben Romdhane 6 El Mabrouk | Pabellón: Salle Omnisport de Rades, Radès |  |

## Clasificación final
| Pos. | Equipo                          | Balance |
| ---- | ------------------------------- | ------- |
|      | Túnez                           | 6–0     |
|      | Nigeria                         | 5–1     |
|      | Senegal                         | 5–1     |
| 4    | Marruecos                       | 4–2     |
| 5    | Camerún                         | 2–2     |
| 6    | Angola                          | 2–2     |
| 7    | República Democrática del Congo | 2–2     |
| 8    | Egipto                          | 2–2     |
| 9    | Malí                            | 2–1     |
| 10   | Ruanda                          | 1–2     |
| 11   | República Centroafricana        | 1–2     |
| 12   | Mozambique                      | 1–2     |
| 13   | Uganda                          | 0–3     |
| 14   | Costa de Marfil                 | 0–3     |
| 15   | Sudáfrica                       | 0–3     |
| 16   | Guinea                          | 0–3     |

| Túnez Campeón 2.º título |

## Galardones
- MVP :

 Ike Diogu (NGR)
- Quinteto ideal :

 Mohamed Hadidane (TUN)
 Ikenna Iroegbu (NGR)
 Ike Diogu (NGR)
 Mourad El Mabrouk (TUN)
 Gorgui Dieng (SEN)